# 谭茀芸
谭茀芸（？—），女，上海人，中华人民共和国纺织专家、企业家，中华全国妇女联合会原副主席，香港杨谭顾问公司、华贤有限公司总经理。

## 家庭
丈夫杨振汉。